# Figa

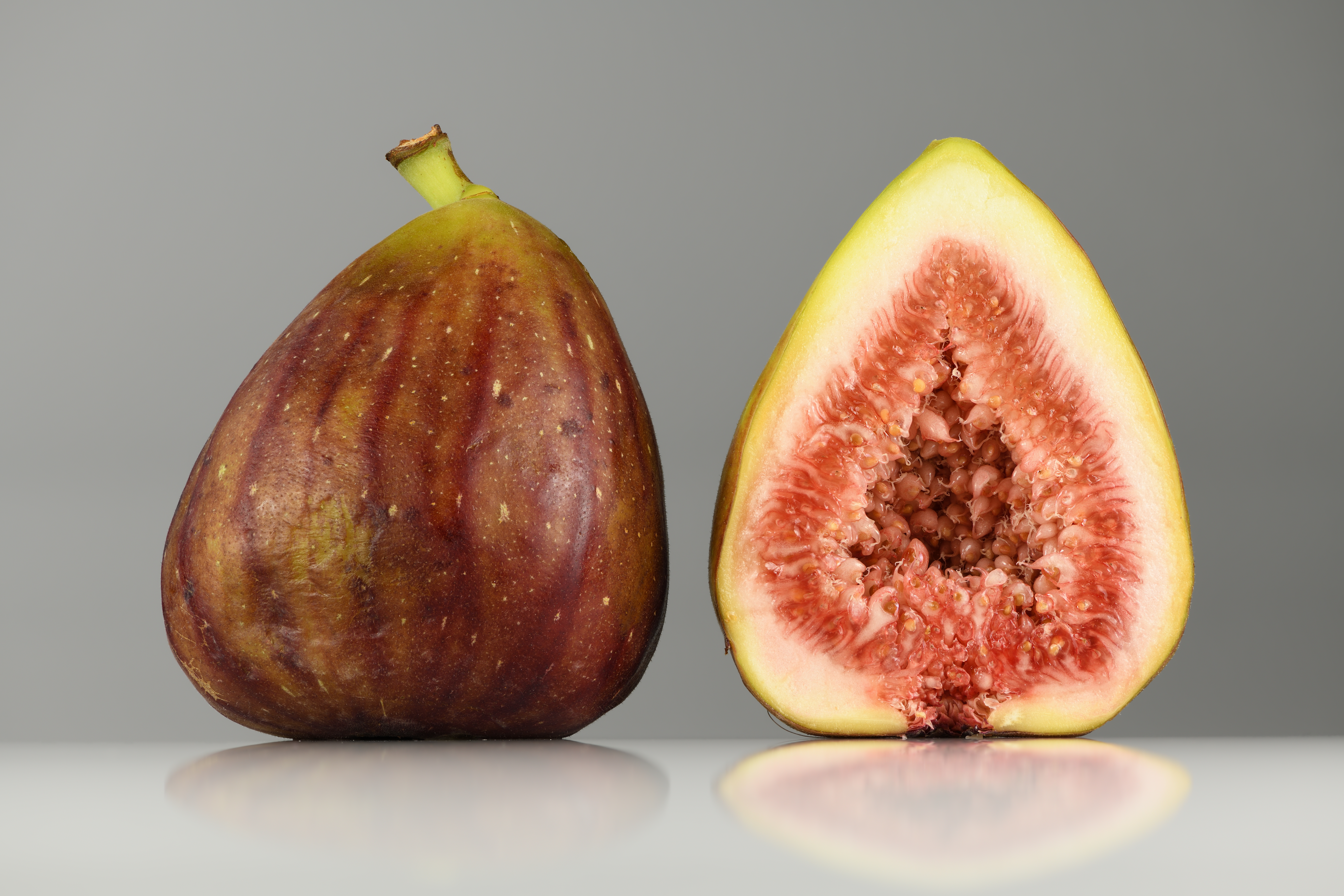
Figues

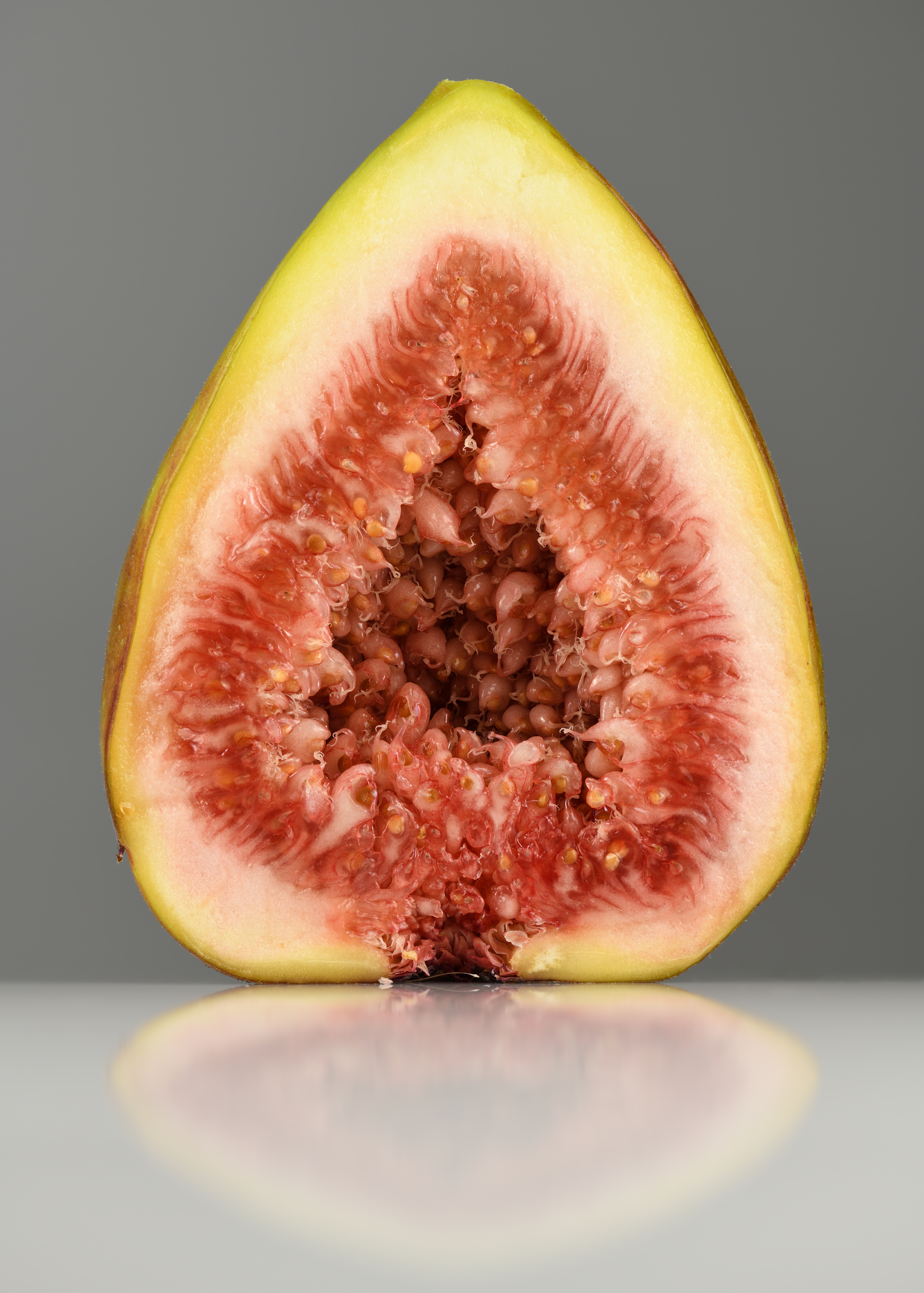
Figa. Secció longitudinal.

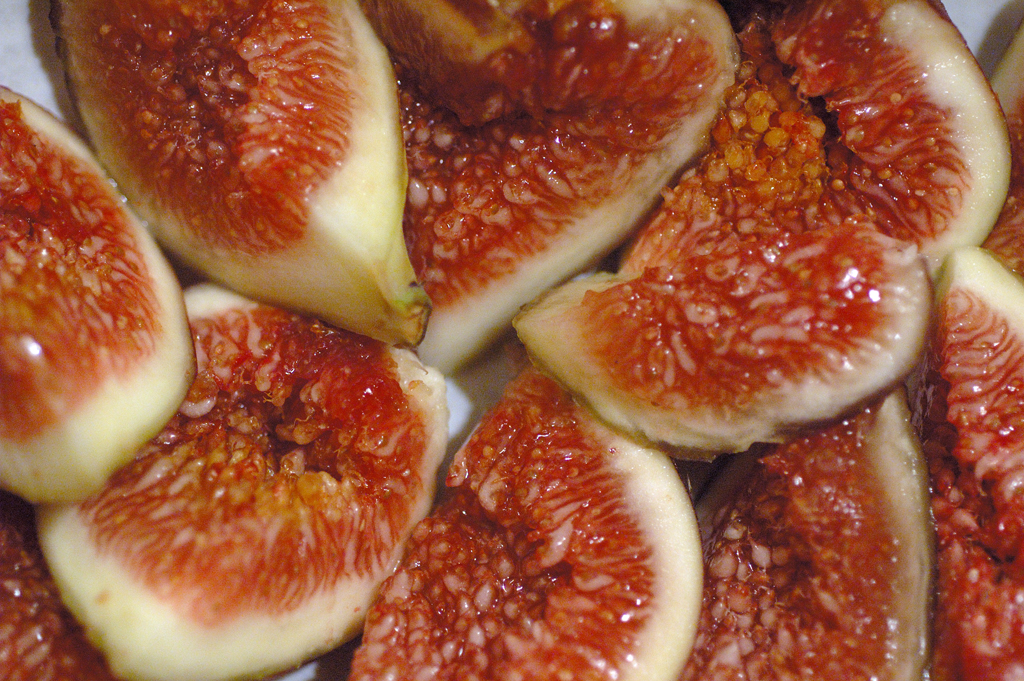
Figues.

|  | Aquest article tracta sobre el fruit. Vegeu-ne altres significats a «Figa (Eslovàquia)». |

La figa és el fruit de la figuera.

## Descripció
És un fruit en una forma anomenada siconi que és exclusiva del gènere Ficus al qual pertany la figuera. Del punt de vista botànic un siconi és en realitat una agrupació de fruits els quals resten a l'interior de la figa i comuniquen amb l'exterior per una obertura basal anomenada ostiol. Té una forma més o menys de pera, la mida és molt variable en general fa de 3 a 8 cm de llarg. La pell és verdosa, morada o negra, segons les varietats. La figaflor o bacora és també una figa, la primera, i generalment la més grossa, que fan algunes figueres (anomenades bíferes) que fan figues en dos moments de l'any: als volts de Sant Joan i la tardor.
L'origen de totes les varietats de figuera és una mutació espontània i la posterior hibridació entre figueres mutants. De les llavoretes defecades pels ocells neixen figueres mascles (dites cabrafigueres, la infructescència de la qual, la cabrafiga, és dura i no comestible), figueres hermafrodites (semi-cabrafigueres), figueres femelles pures (les famoses figueres d'Esmirna, que han de ser caprificades fecundades amb un pol·len d'una cabrafiga, transportat per la vespa Blastophaga psenes) i finalment figueres femelles partenocàrpiques (totes les figueres cultivades a la mediterrània occidental, capaces de madurar les figues sense fecundació, com la bordissot negra, encara que normalment són fecundades per la vespa susdita i duen llavoretes fecundes).
La figa petita, i especialment la figa verda, encara no madura ni acabada de créixer es diu figó (a Mallorca) o figa verda (en totes les regions catalanoparlants) i figa tabolla o tambollada (Alguer). Es diu taboll quan és mig madura; que ja comença a prendre color de maduresa (Val.). A València es diu que la figa té color de donçaina quan és mig madura, que comença a tenir la pell moradenca. La figa ben madura es diu figa pansida i figa secallona/secallina o encara figa cóquera (a la Ribera d'Ebre).

## Producció
Es fan en climes mediterranis fins a la muntanya mitjana. Als Països Catalans les figues havien estat el conreu dominant però després van ser en gran part substituïdes per altres fruiters. Eren molt conegudes i apreciades les de Fraga (Baix Cinca) i Morella (Els Ports). A les Balears és on actualment ocupen més extensió i dominen gran part del paisatge sobretot a Menorca i al nord de Mallorca. Turquia n'és el major productor mundial.

## Components nutritius
La figa fresca conté al voltant del 80% d'aigua i un 20% de sucre mentre la figa seca té menys del 20% d'aigua i prop del 50% de sucre. Com la banana i el raïm és de les fruites amb més calories. Altres components són la Cradina (un ferment digestiu), àcid cítric i àcid màlic, vitamina A, B1, B2, B3 i C i ferro. És rica en minerals i fibra.

## Gastronomia
Les figues es consumeixen en estat fresc i seques. Hom acopa les figues grosses cloent-les per la part molsosa, després d'haver-les badades o obertes del capoll fins a l'ull, a fi de posar-les a assecar al sol.
Són un dels ingredients de la dieta mediterrània tradicional. A l'antiga Grècia, les figues formaven part de la dieta dels atletes durant l'entrenament per als Jocs Olímpics. A l'antiga Roma hom deia que les millors figues venien d'Esmirna, on encara es cultiven figues.
Les figues seques han estat un àpat tradicional i molt pràctic per a pescadors, pastors i viatgers a la zona del mediterrani des de temps molt antics, car són molt nutritives i fàcils de conservar i transportar. Es poden premsar, prenent formes variades, com l'anomenat pa de figa i per fer productes de pastisseria i de confiteria, com el figat. Les figues seques es poden bullir o fer al vapor perquè es tornin més tendres abans de ser utilitzades en plats o pastissos.
Les figues també es poden fer servir com a ingredient d'alguns plats i per fer salses, melmelades i gelats.
Actualment hi ha cuiners que experimenten amb les figues en diversos plats i acompanyaments innovadors com per exemple els formatges com el rocafort. Les figues fresques tallades a trossos també es poden fer servir com a ingredient d'amanides.

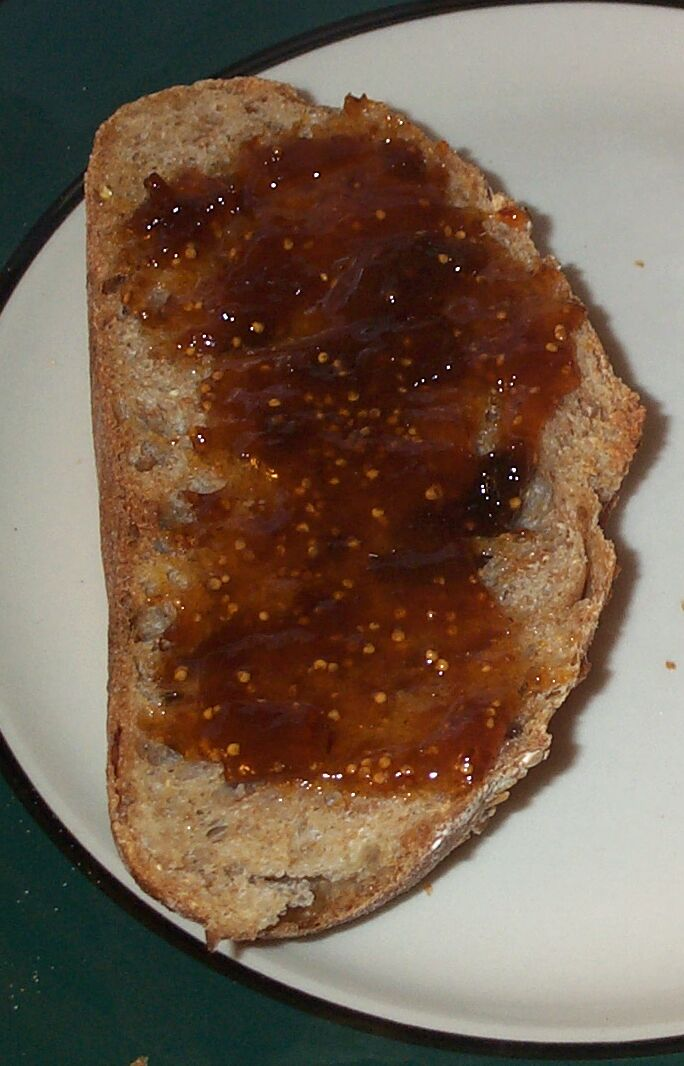
Pa amb melmelada de figa
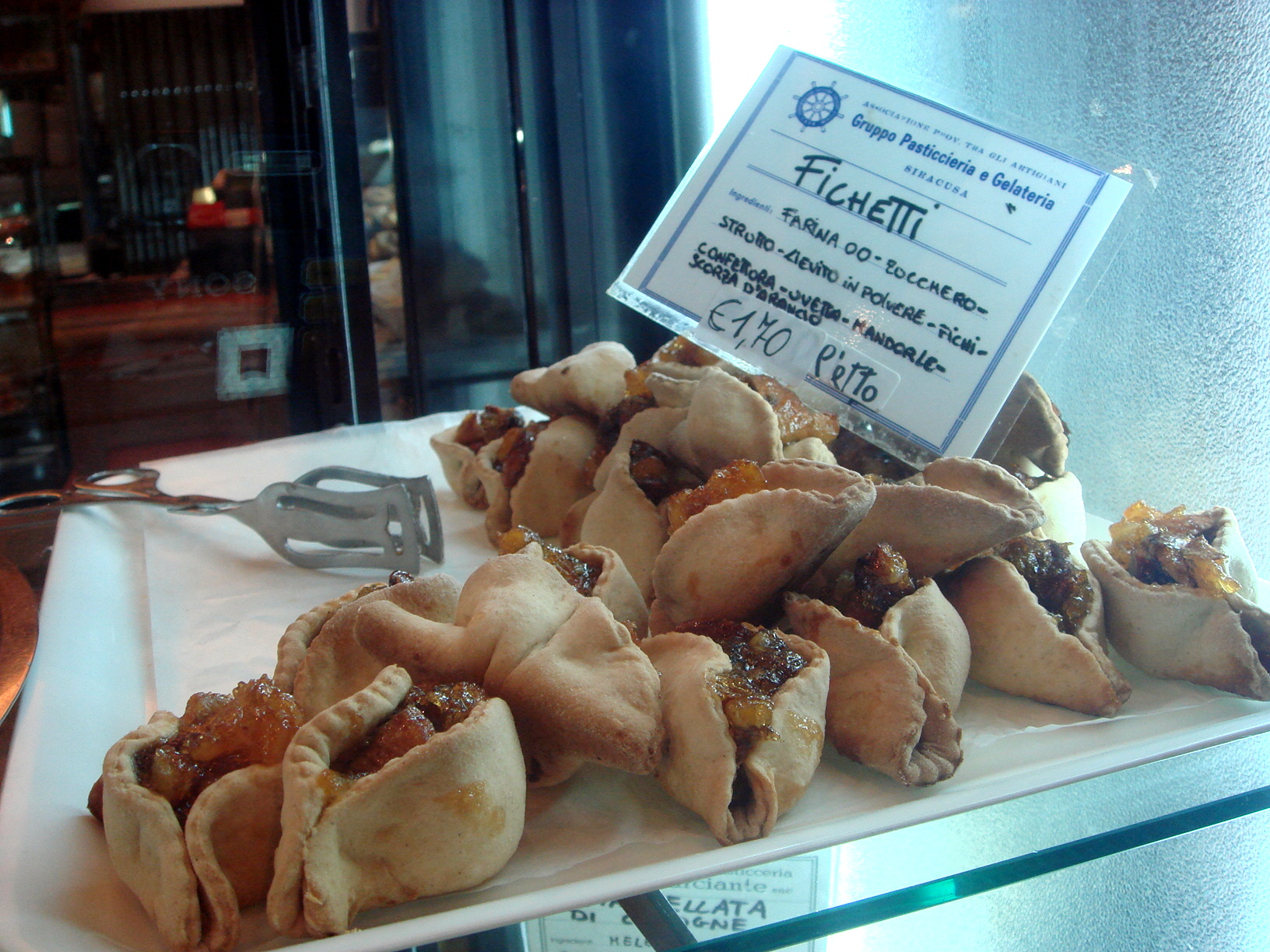
Una mena de flaons de figa a Siracusa.
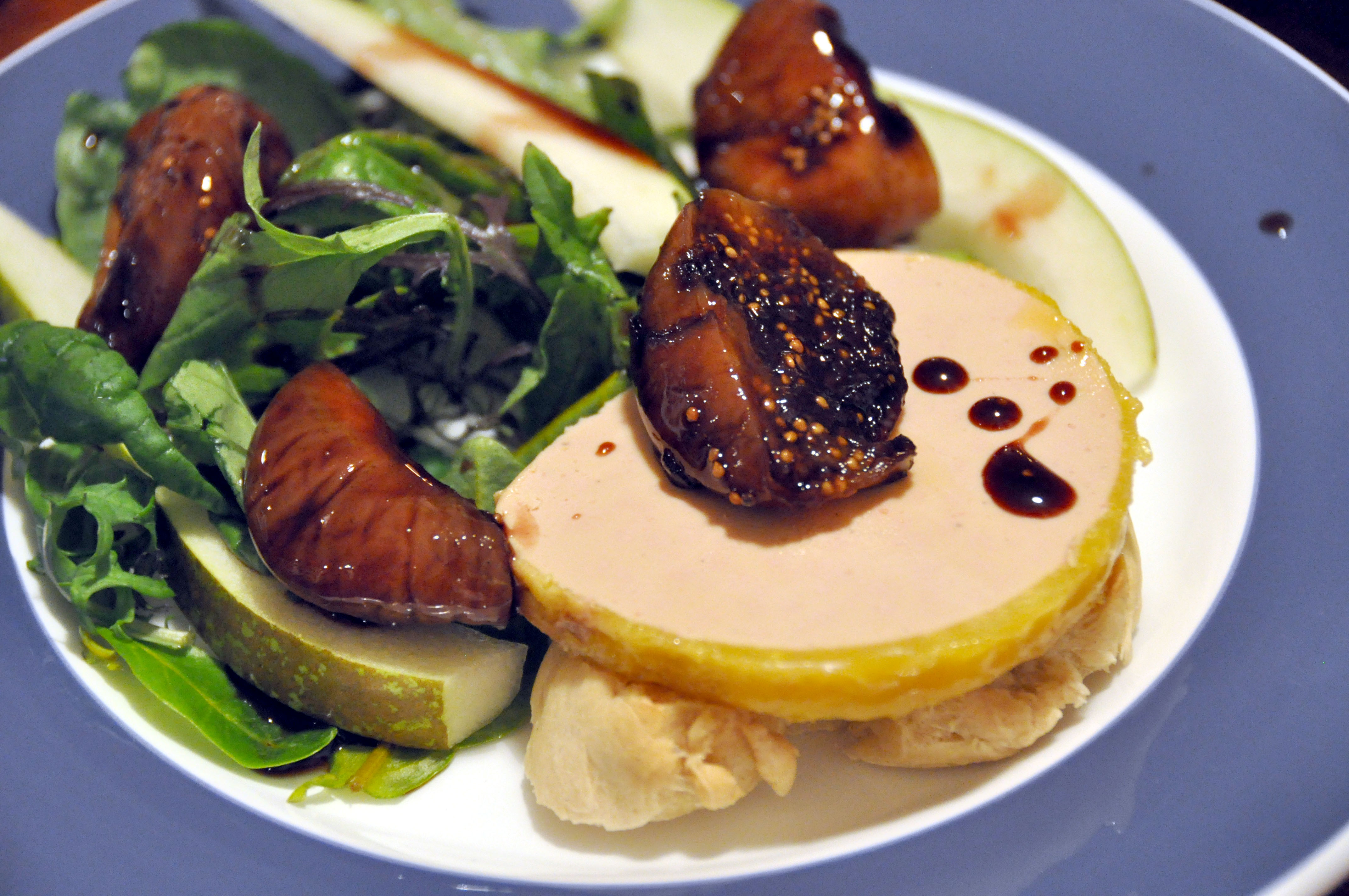
Figues confitades amb vi negre, foie gras, amanida de lletsons i pera.
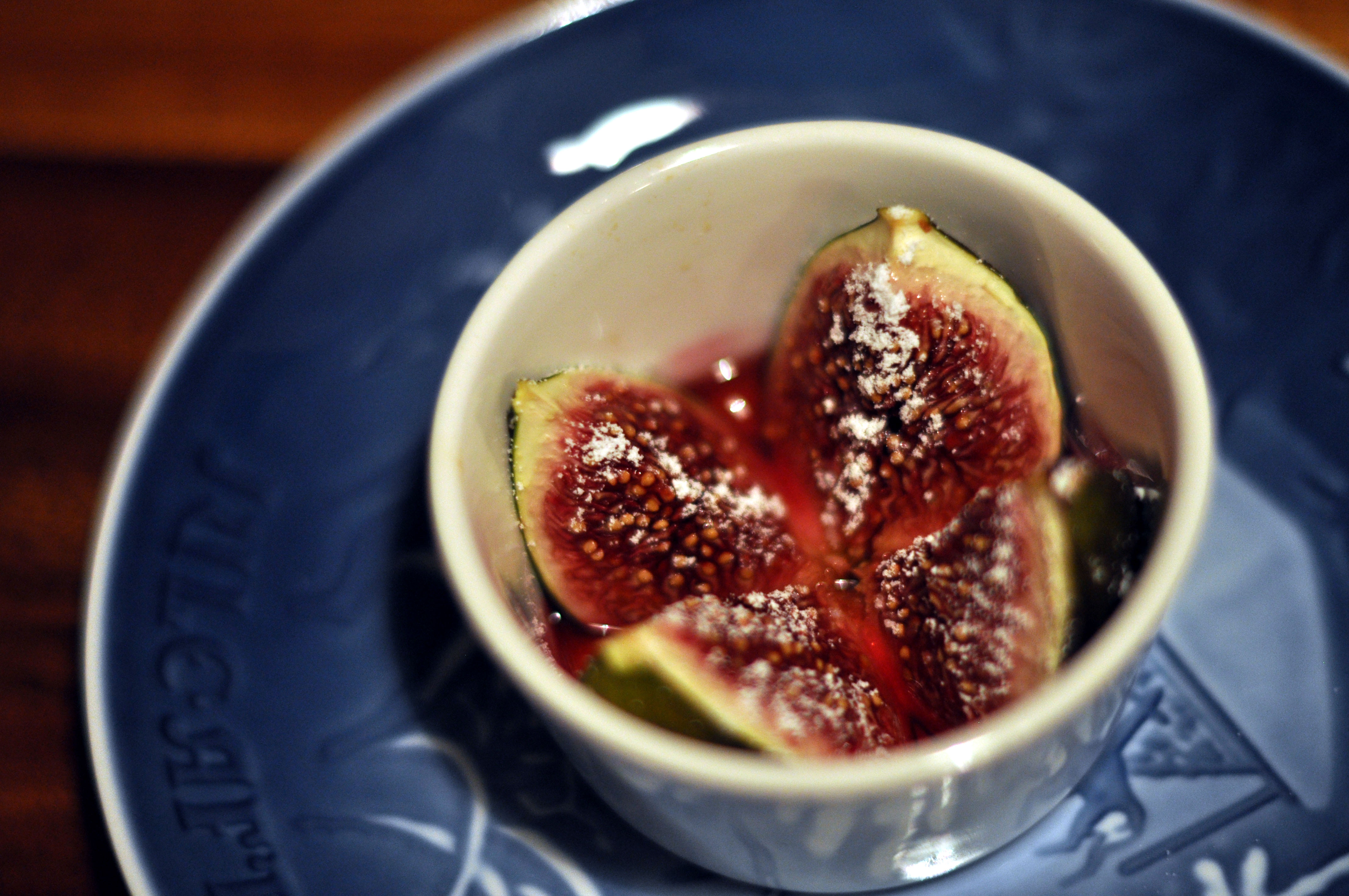
Figues al forn amb mel